# فیلم‌های زودیاک
فیلم‌های زودیاک (انگلیسی: Zodiac-films) مجموعه‌ای از شش فیلم دانمارکی است که مابین سال‌های ۱۹۷۳ تا ۱۹۷۶ منتشر شد و بخشی از موج فیلم‌های اروتیک در دانمارک را تشکیل می‌دادند.
این شش فیلم با نام یکی از فلک‌البروج در عنوان هر فیلم به هم مرتبطند و توسط شرکت فیلمسازی «هپی فیلم» تولید شده‌اند. نخستین فیلم را «فین کارلسون» و پنج فیلم دیگر توسط «ورنر هیمن» کارگردانی کردند. در هر شش فیلم، بازیگر دانمارکی اوله سولتوفت نقش‌آفرینی کرده‌است.
همه فیلم‌های زودیاک صحنه‌های سکس پورنوگرافی هارکور زیادی داشتند، اما با این وجود فیلم‌های جریان اصلی در نظر گرفته می‌شدند. همه آنها بازیگران و خدمه معتبر و غیر پورن داشتند و در سینماهای اصلی و عمومی نمایش داده شدند و در روزنامه‌های ملی و غیره مورد نقد و بررسی قرار گرفتند.
یکی دیگر از شرکت‌های فیلمسازی دانمارکی، پالادیوم، مجموعهٔ مشابهی به نام فیلم‌های کنار تخت با بازی اوله سولتوفت ساخت. فیلم‌های زودیاک تا حدی کپی بی‌پرده‌تری از فیلم‌های کنار تخت بودند. اولین کمدی‌های جنسی دانمارکی در دهه ۱۹۶۰ ساخته شد، اما فیلمِ فاحشه‌خانه (۱۹۷۲) به کارگردانی «اوله اِئه» نخستین فیلمی بود که صحنه‌های سکس هاردکور داشت.

## فیلم‌های زودیاک
- ۱. در برج سنبله (فین کارلسون، ۱۹۷۳)
- ۲. در برج ثور (ورنر هیمن، ۱۹۷۴)
- ۳. در برج جوزا (ورنر هیمن، ۱۹۷۵)
- ۴. در برج اسد (ورنر هیمن، ۱۹۷۶)
- ۵. مأمور ۶۹ ینسن در برج عقرب (ورنر هیمن، ۱۹۷۷)
- ۶. مأمور ۶۹ ینسن در برج قوس (ورنر هیمن، ۱۹۷۸)